# Самарівський міський історико-краєзнавчий музей імені Петра Калнишевського
Новомосковський міський історико-краєзнавчий музей  ім. П. Калнишевського створений у 1960 році, розташований за адресою: Дніпропетровська обл., місто Самар, вулиця Українська, будинок, 4.

## Історія створення
З 1963 року музей був відкритий у будівлі Свято-Троїцького собору. 
У 1977 музею переїхав до будинку № 4 на вул. Українській, який є пам'яткою архітектури початку ХХ століття.
У 2001 році музею присвоєно ім’я П. Калнишевського. 

## Експозиції
Основні фонди музею налічують понад 13 тисяч експонатів, які представлені у 6 залах та висвітлюють давню історію Присамарського краю, козацьку добу, історію міста до початку ХХ століття, у період Другої світової війни та новітню історію. 
Обладнана окрема виставкова зала.

## Діяльність
У великій виставковій залі щомісяця здійснюється представлення історичних експозицій, проходять виставки художників, майстрів декоративного мистецтва, колекціонерів.  
Щороку музей проводить конкурс науково-дослідницьких робіт з історії та краєзнавства ім. А. Джусова. Матеріали конкурсантів публікують у збірці «Історичне Присамар’я». 
Спільно із телеканалом «Самарь» знято декілька документально-історичних фільмів.
Здійснюється поповнення фондів. 
Також в музеї працює бібліотека, в якій знаходяться роботи з дослідження історії, етнографії та фольклору Дніпропетровщини.